# WS Mais Uma Vez
WS Mais Uma Vez é o quarto álbum ao vivo do cantor brasileiro Wesley Safadão, gravado no Rio de Janeiro, no dia 21 de agosto de 2018. O álbum foi lançado em 12 de setembro de 2018 pela Som Livre nos formatos download digital e streaming.
O repertório é composto por doze músicas inéditas. Logo em seguida ao lançamento algumas músicas ganharam destaque, como "Só Pra Castigar", primeira música de trabalho, "Não Atende Não", "Amor Ex Amor" e "Sou Eu".

## Singles
O primeiro single oficial foi "Só Pra Castigar". A canção foi lançada nas rádios no dia 10 de setembro de 2018 e dois dias depois, em 12 de setembro, em todas as plataformas digitais.

## Recepção

### Comercial
O álbum estreou em segundo lugar no iTunes Store e no dia seguinte já assumiu a primeira colocação.
O trabalho vendeu mais de 100 mil cópias e foi certificado platina pela Pro-Música Brasil.

## Turnê
Para a divulgação do álbum, Wesley iniciou a WS Mais Uma Vez Tour em 12 de setembro de 2018, em São Paulo, Brasil. A tour contou com um repertório baseado no álbum "WS Mais Uma Vez", além dos grandes sucessos da carreira do cantor. Já percorreu 130 cidades em seis países, sendo eles Brasil, França, Paraguai, Portugal, Reino Unido e Suíça.

## Lista de faixas
| Download digital |                                        |                                                          |         |  |
| N.º              | Título                                 | Compositor(es)                                           | Duração |  |
| 1.               | "Copo de Boteco"                       | Renno Jujuba Kinho Chefão Hiago Nobre                    | 2:35    |  |
| 2.               | "Sou Eu"                               | Renno Junior Gomes Thales Lessa Hiago Nobre              | 3:32    |  |
| 3.               | "Não Atende Não"                       | Renno Junior Gomes Thales Lessa Hiago Nobre              | 2:37    |  |
| 4.               | "O Cara Errado"                        | Thales Lessa Danilo Davilla Romim Mata                   | 2:34    |  |
| 5.               | "O Maior Solteiro"                     | Kalebe Junior Artur Bacana Matheus Fernandes Hudson Sued | 3:19    |  |
| 6.               | "Só Pra Castigar"                      | Diego Silveira Lari Ferreira Henrique Casttro            | 2:43    |  |
| 7.               | "O Baque Foi Grande"                   | Renno Junior Gomes Philipe Pancadinha                    | 2:50    |  |
| 8.               | "Danadinha"                            | DJ Ivis Jack Pallas Valter Danadão                       | 2:26    |  |
| 9.               | "Cotovelo No Gelo (Prova Bêbada Viva)" | Renno Elcio Di Carvalho Diego Silveira Romim Mata        | 2:34    |  |
| 10.              | "Amor Ex Amor"                         | Renno Junior Gomes Thales Lessa Hiago Nobre              | 2:53    |  |
| 11.              | "Agora Eu Pego Mesmo"                  | DJ Ivis Cleber Show Felipe Amorim Vitinho Sanfoneiro     | 2:52    |  |
| 12.              | "Recém Abandonado"                     | Felipe Amorim Kinho Chefão Samir Breno Casagrande        | 3:04    |  |
| Duração total:   | Duração total:                         | Duração total:                                           | 34:03   |  |

## Desempenho comercial
| 2018                                                                            | "Só Pra Castigar" | 2 | 15 |
| "—" denota singles que não entraram nas paradas musicais ou não foram lançados. |                   |   |    |

| Parada musical                     | Título            | Melhor posição |
| ---------------------------------- | ----------------- | -------------- |
| Brasil (Top 50 · Streaming Mensal) | "Só Pra Castigar" | 3              |

| Parada musical (2018)       | Melhor posição |
| --------------------------- | -------------- |
| Brasil (iTunes Álbum Chart) | 1              |

| País (Provedor) | Certificados | Vendas  |
| --------------- | ------------ | ------- |
| Brasil (PMB)    | Platina      | 100.000 |

## Histórico de lançamento
| Região | Data                   | Formato(s)                             | Gravadora |
| ------ | ---------------------- | -------------------------------------- | --------- |
| Brasil | 12 de setembro de 2018 | Streaming [ 4 ] download digital [ 3 ] | Som Livre |

## Créditos
Todos os dados abaixo foram retirados do site oficial do artista.
- Direção de show: Wesley Safadão
- Direção de vídeo: Fernando Trevisan Catatau
- Produção musical: Rod Bala

### Músicos participantes
- Rod Bala: bateria
- Diego Lobinho: teclados
- Valdo França: violão
- Raoni Moreno: guitarra e violão
- Guilherme Santana: baixo
- Berg Félix: sanfona
- Rodrigo Quebradeira: percussão
- Itaro Tito: trombone
- Diego Rodriguez (Koreano): trompete
- Paulo Queiroz (Bob): saxofone
- Arantes Rodrigues e Lidiane Castro: vocais de apoio